# José Luis Garci
José Luis García Muñoz, meglio noto come José Luis Garci (Madrid, 20 gennaio 1944), è un regista, sceneggiatore e critico cinematografico spagnolo.

## Biografia
Storico e critico del cinema, esordisce alla regia nel 1977 con Asignatura pendiente, un ritratto generazionale che ottiene grande successo. Nel 1982 vince l'Oscar al miglior film straniero con il film Volver a empezar. Anche i suoi successivi Sesión continua (1984), Asignatura aprobada (1987) e El abuelo (1998) sono candidati all'Oscar. 
Oltre all'attività di regista è anche un popolare presentatore televisivo e radiofonico.

## Filmografia

### Regista e sceneggiatore
- Asignatura pendiente (1977)
- Solos en la madrugada (1978)
- Las verdes praderas (1979)
- El crack (1981)
- Volver a empezar (1982)
- El crack II (1983)
- Sesión continua (1984)
- Asignatura aprobada (1987)
- Mnemos (1988)
- Canción de cuna (1994)
- La herida luminosa (1997)
- El abuelo (1998)
- You're the One - Una Historia de Entonces (2000)
- Historia de un beso (2002)
- Tiovivo c. 1950 (2004)
- Ninette (2005)
- Luz de domingo (2007)
- Sangre de mayo (2008)
- Holmes & Watson - Madrid Days (2012)